# 刘晓故居
刘晓故居是中国上海市的一处名人故居，位于静安区愚园路579弄中寔新村44号，在乌鲁木齐北路与镇宁路之间的愚园路南侧。这是一幢三层新式里弄房子，1940年代国共内战期间，此处为中共中央上海局书记刘晓的寓所。他的公开身份是关勒铭金笔厂的副总经理兼董事。
1992年，刘晓故居被列为上海市文物保护单位。